# Cichliformes
Ordre
Les Cichliformes sont un ordre de poissons. Ses membres étaient auparavant classés dans l'ordre des Perciformes, mais maintenant de nombreuses autorités le considèrent comme un ordre indépendant au sein de la sous-série Ovalentaria.

## Liste des familles
Selon World Register of Marine Species (12 décembre 2022) :
- les Pholidichthyidae D.S. Jordan, 1896, une petite famille composée d'un seul genre et de deux espèces ;
- les Cichlidae Bonaparte, 1835, l'une des plus grandes familles de vertébrés avec plus de 202 genres et plus de 1 700 espèces.

Ce sont les données moléculaires qui ont placé ces deux familles apparemment dissemblables sous le même taxon.